# 目打
目打（めうち）とは、つながっている切手、印紙、収入証紙を切り離すのに便利なように、周囲に入れられる連続した小穴のことをいう。同様な目的で加工されるものにルレットがあるが、これは加工の際に紙屑が発生しない点が異なっている。

## 概要
穴が穿ってある切手を「目打入り」と称し、穴のない切手を「無目打」と称する。無目打の場合ははさみや刃物を使わなければならないが、目打ちがあれば容易に切り離すことが可能であり、使い勝手が大幅に向上した。目打用の機械に求められる精度はかなり高く、初期の切手や日本においては震災切手や終戦前後に発行された切手に目打が存在せず、初期の切手においては目打に沿って切り取った場合に絵柄が中心になったものが少ないことからもうかがい知れる。
印刷に差異がない切手においては一見すると同じ切手であっても、目打のピッチが違うことや異なるピッチが混在することによって別種とされる場合がある。目打の中には穴ではなく線状になった「ルレット目打」があるが、「目打」という表記は誤りである。また、近年販売されている一部の切手のなかには偽造防止のため、目打の一部が楕円になっているものもある。
また、目打が切手のイメージとして定着したせいもあって、目打を必要としないシール式の切手もわざわざ周囲を目打のようなギザギザをつけているものもある。

### 目打数
目打のピッチ（間隔）を示す数字で、20ミリメートルの長さの中にある目打穴の数で示す。切手四周の目打のピッチが同じときは、例えば目打数が12であった場合には「目打12」と表記し、横と縦の目打数が異なるときは「13×13 1/2」というように、横×縦の目打数で表記する。ルレットの場合も、便宜的に同様の基準で表記する。切手の目打数をはかるための道具「目打ちゲージ」には線と目打数が示されており、線に切手の目打を合わせることで目打数を測ることができる。

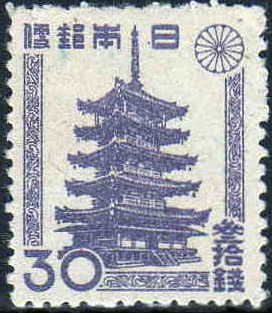
丸い目打穴による切手
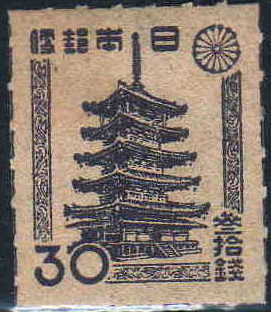
線状の穴による目打が施された切手
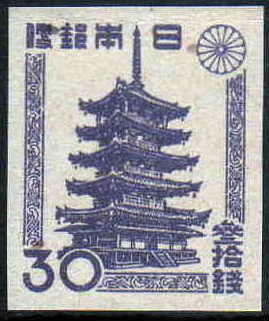
目打穴のない切手、はさみで切られている
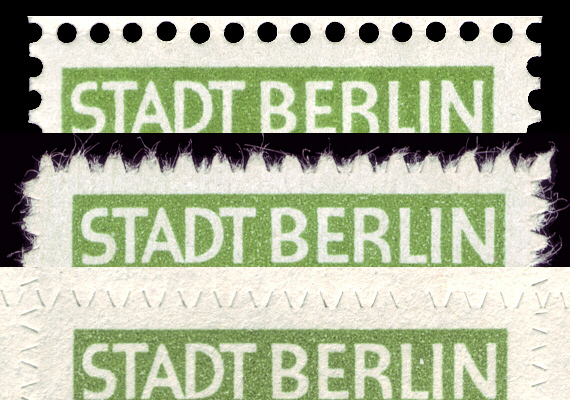
このように同じ図案であっても目打穴が異なる場合がある